# Pioneer (Louisiana)
Pioneer è un comune degli Stati Uniti d'America, situato nello Stato della Louisiana, in particolare nella parrocchia di West Carroll.